# The Legend of Hell House
The Legend of Hell House (br: A Casa de Noite Eterna; pt: A Lenda da Casa Assombrada) é um filme de terror inglês dirigido por John Hough e com roteiro de Richard Matheson baseado em seu livro Hell House.

## Sinopse
O excêntrico milionário Sr. Deutsch contrata o físico estudioso de parapsicologia, Dr. Lionel Barrett, para investigar sobrevivência após a morte no "único lugar onde a sobrevivência ainda está para ser refutada", a mansão conhecida como a Casa Belasco, o "Monte Everest das casas assombradas". Acompanham o Dr. Barett nessa investigação sua esposa, Ann; a jovem médium Florence Tanner e o paranormal Ben Fischer, único sobrevivente de uma tentativa de investigação da casa ocorrida 20 anos antes e que resultou em um pesadelo.

## Elenco
- Pamela Franklin: Florence Tanner
- Roddy McDowall: Ben Fischer
- Clive Revill: Dr. Lionel Barrett
- Gayle Hunnicutt: Ann Barrett
- Roland Culver: Sr. Deutsch
- Michael Gough: Emeric Belasco (ponta não creditada)

## Recepção pela crítica
O filme foi, de modo geral, bem recebido pela crítica. O crítico estadunidense Roger Ebert disse que o filme "traz a diversão neste tipo de material de modo muito bom".

## Prêmios e indicações

### Indicações
Festival de Cinema Fantástico de Avoriaz
- Melhor filme: 1974[2]

 Saturn Awards
- Melhor filme de horror: 1975[3]